# Vangiões

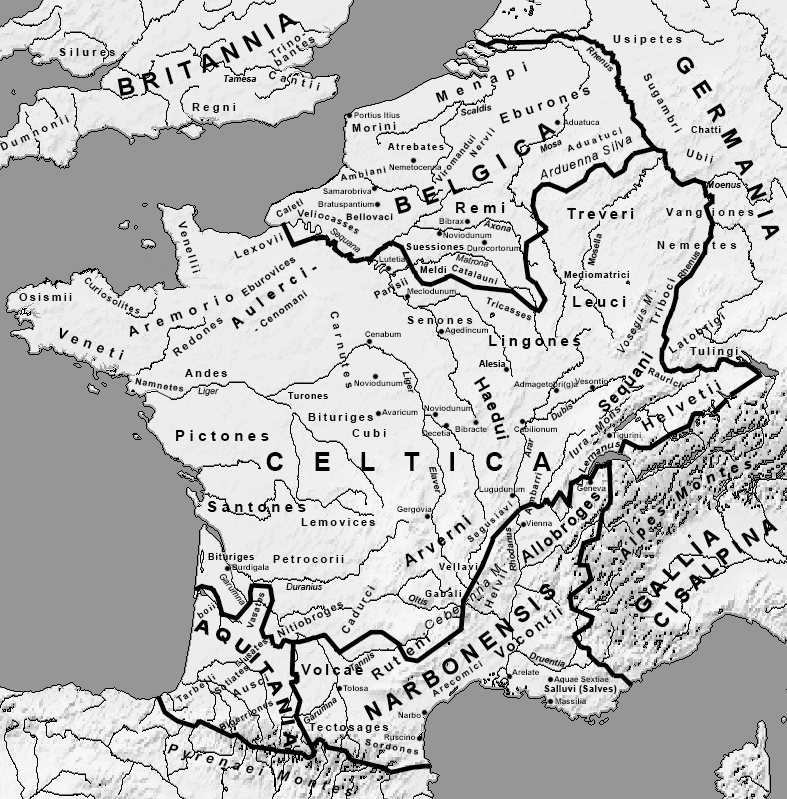
Províncias romanas e grupos tribais do território gaulês no final do século I a.C.

Os Vangiões (em latim: Vangiones) foram um povo germânico mencionado por César em seu Comentário às guerras da Gália. Relata César que havia soldados "vangiones" no exército de Ariovisto ao qual ele derrotou:
 porém sua expressão quer dizer que havia soldados germânicos estabelecidos na Gália. Plínio e Tácito também dizem que eram germânicos estabelecidos à esquerda do Reno. Os Vangiões eram vizinhos dos Nêmetes.
Durante a guerra contra Civil, Tutor reforçou aos Tréveros com grupos de Vangiões, Caracates e Tribocos. O território dos Vangiões tinha a sua capital em Borbetômago (Worms) e antes havia pertencido aos Mediomátricos.